# مارتي سوليفان
مارتي سوليفان (بالإنجليزية: Marty Sullivan)‏ هو لاعب كرة قاعدة أمريكي، ولد في 2 أكتوبر 1862 في لوويل في الولايات المتحدة، وتوفي بنفس المكان في 6 يناير 1894.

## وصلات خارجية
- مارتي سوليفان على موقعبيزبول رفرنس.كوم (الدوري الرئيسي) (الإنجليزية)
- مارتي سوليفان على موقعبيزبول رفرنس.كوم (الدوري الثانوي) (الإنجليزية)